# 158 av. J.-C.
Cette page concerne l'année 158 av. J.-C. du calendrier julien proleptique.

## Événements
- 23 mars (15 mars 596 du calendrier romain) : début à Rome du consulat de Marcus Aemilius Lepidus et Gaius Popilius Laenas (pour la seconde fois)[1].
  - Réaction catonienne : les censeurs Scipion Nasica et Marcus Popillius Laenas font enlever du forum les statues érigées sans vote spécifique du sénat ou du peuple[1].
- Juillet : Mastanabal, fils du roi numide Massinissa, triomphe aux Panathénées à Athènes[2].

- Début du règne d'Attale II Philadelphe (220/138 av. J.-C.), roi de Pergame[3] (ou en 159 av. J.-C.[4]).
- Ariarathe V de Cappadoce, déposé par Orophernès, se rend à Rome pour demander de l'aide ; Orophernès envoie lui-même une ambassade rivale[4].
- Caius Fannius est envoyé en Illyrie pour enquêter sur les raids des pirates dalmates sur les villes de la côte[4].
- Réouverture des mines de Macédoine, fermées depuis Pydna, sous la pression des publicains romains sur le Sénat[1].

## Naissances
- Publius Rutilius Rufus, homme politique, orateur et historien romain.

## Décès
- Kōgen, empereur du Japon.